# 电影博物馆 (伦敦)

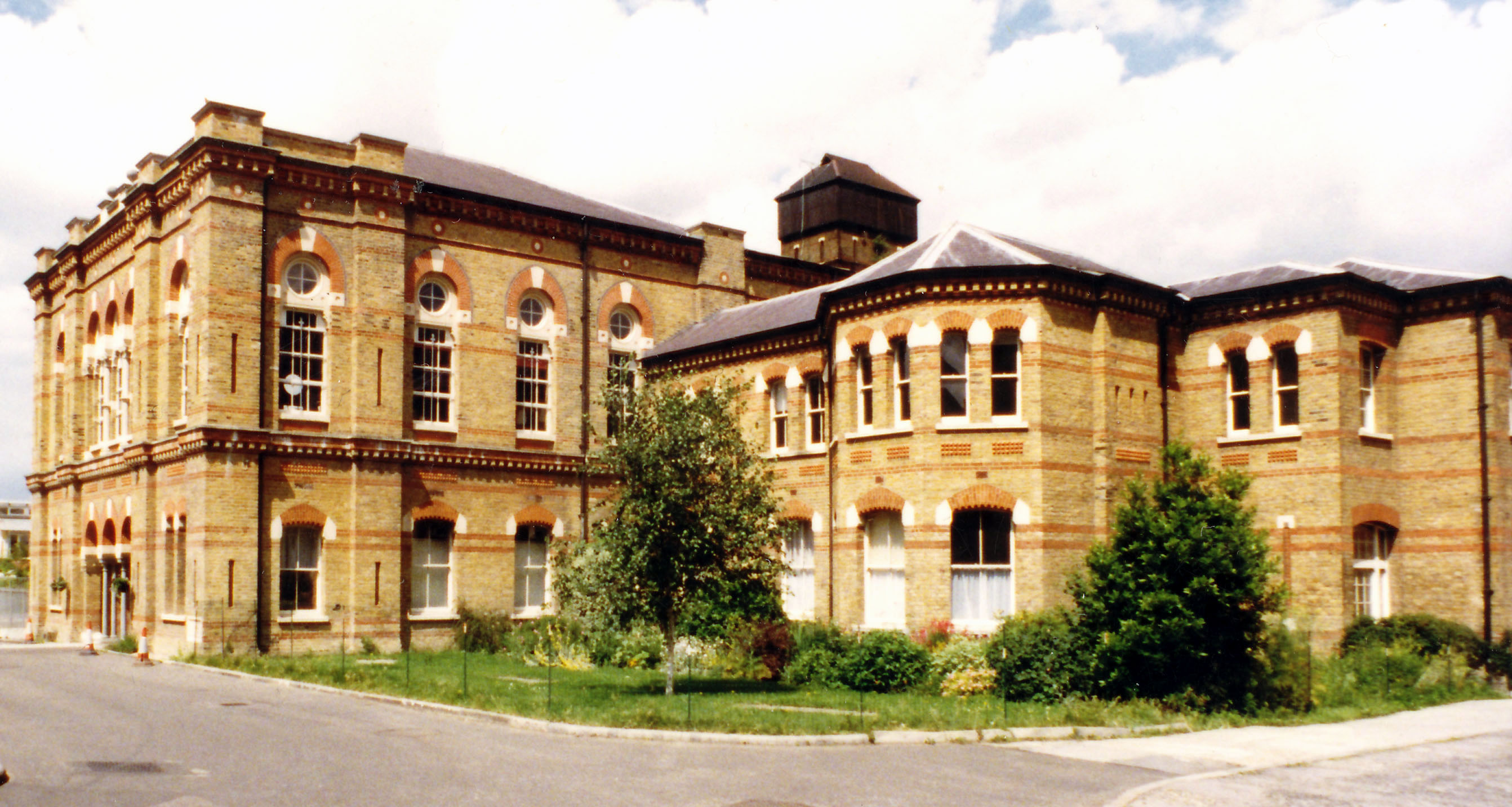
兰贝斯救济院的旧主楼，现为电影博物馆。

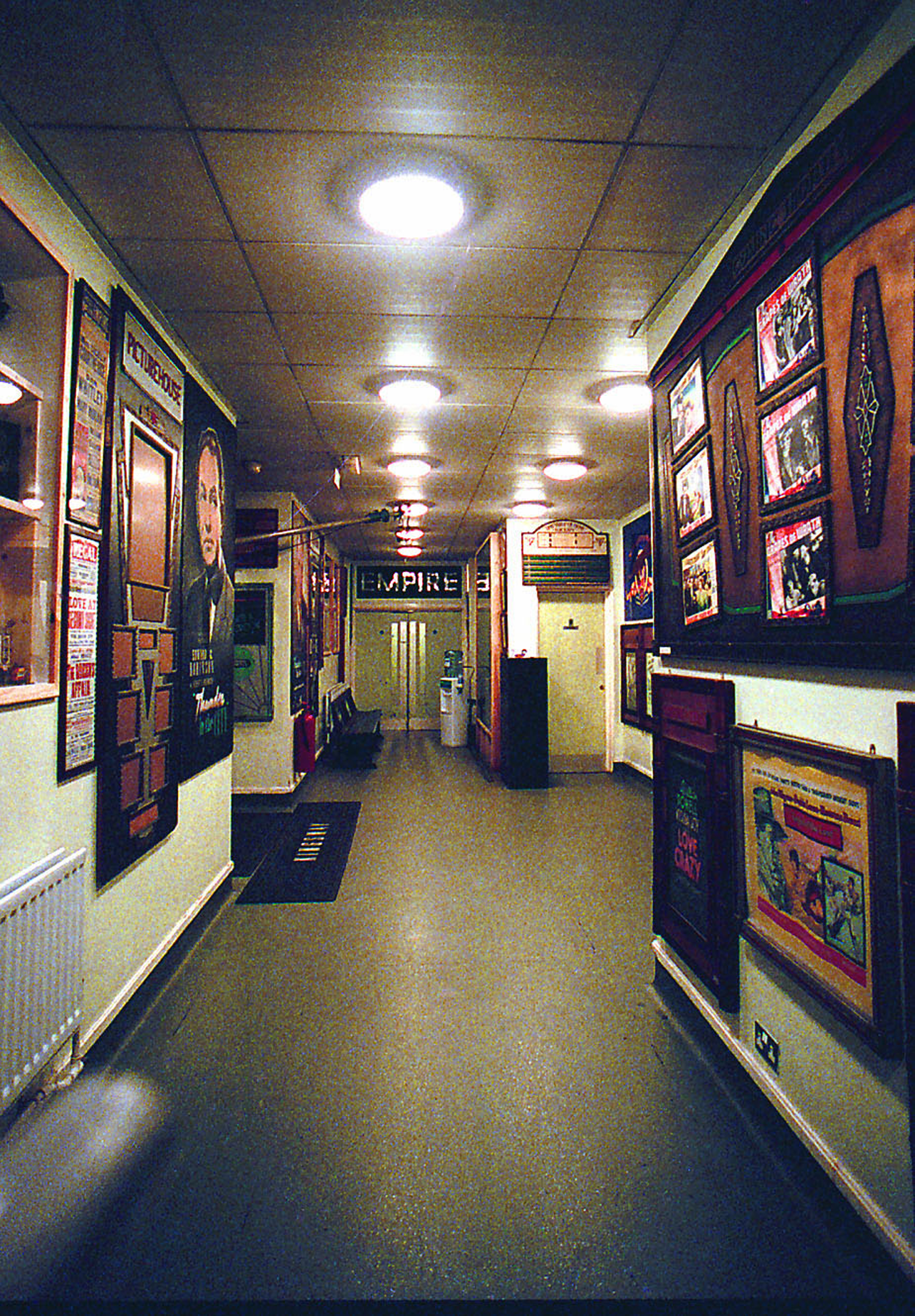

51°29′32″N 0°06′19″W / 51.4923°N 0.1053°W
电影博物馆（英語：Cinema Museum）是伦敦兰贝斯区的一个博物馆和慈善组织。

## 历史
由罗纳德·格兰特和马丁·汉弗莱斯于1986年创建。最初设于布里克斯頓的Raleigh Hall。1998年迁至肯宁顿的杜加德路2号。这座建筑原为兰贝斯救济院，查理·卓别林小时候就住在这座济贫院。

## 画廊

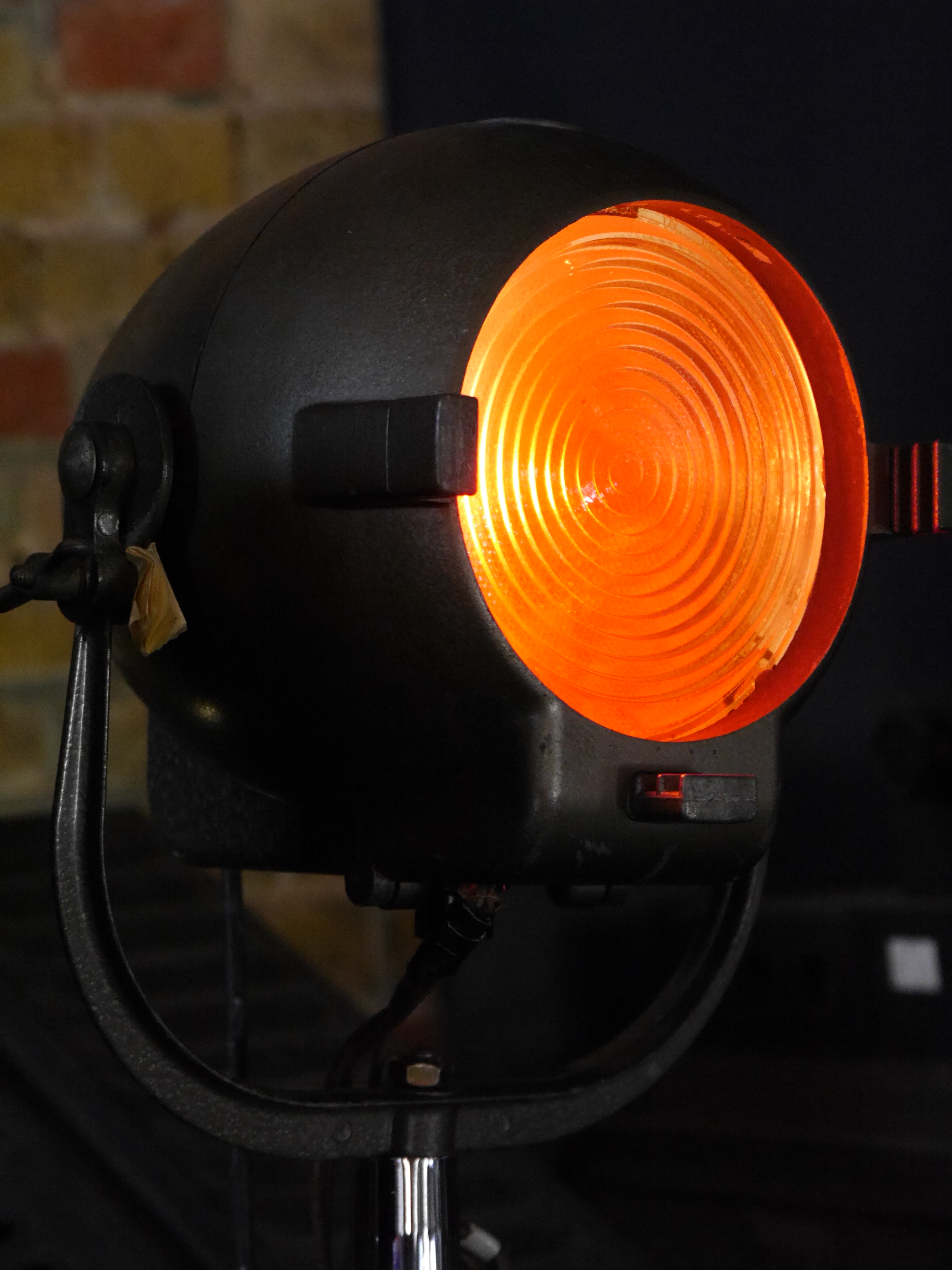
聚光灯
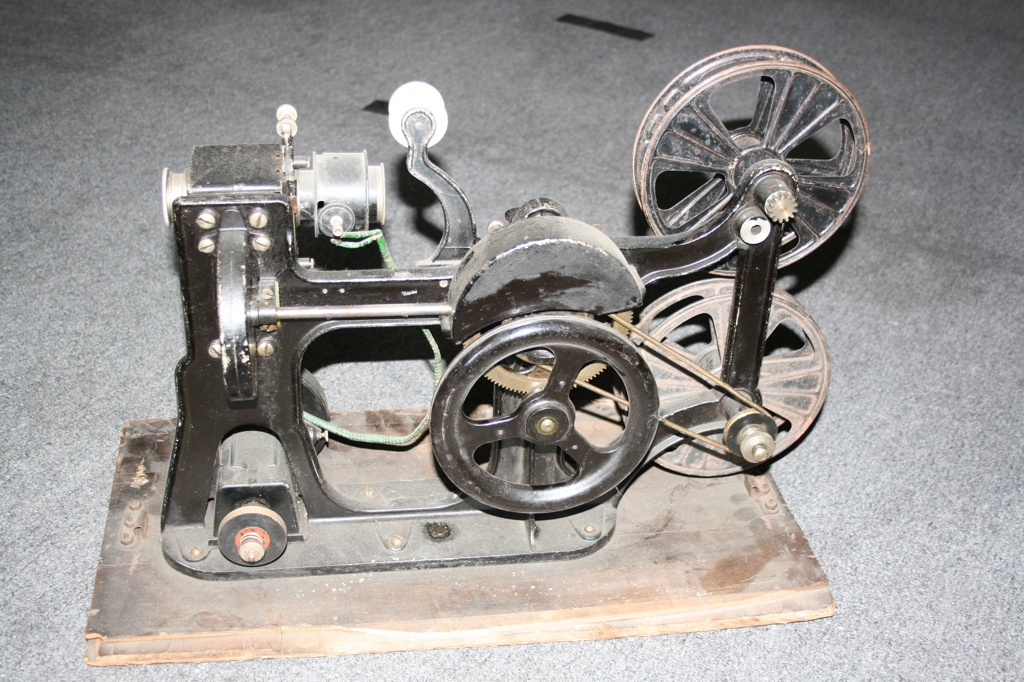
1912年百代 KOK 28mm projector投影仪
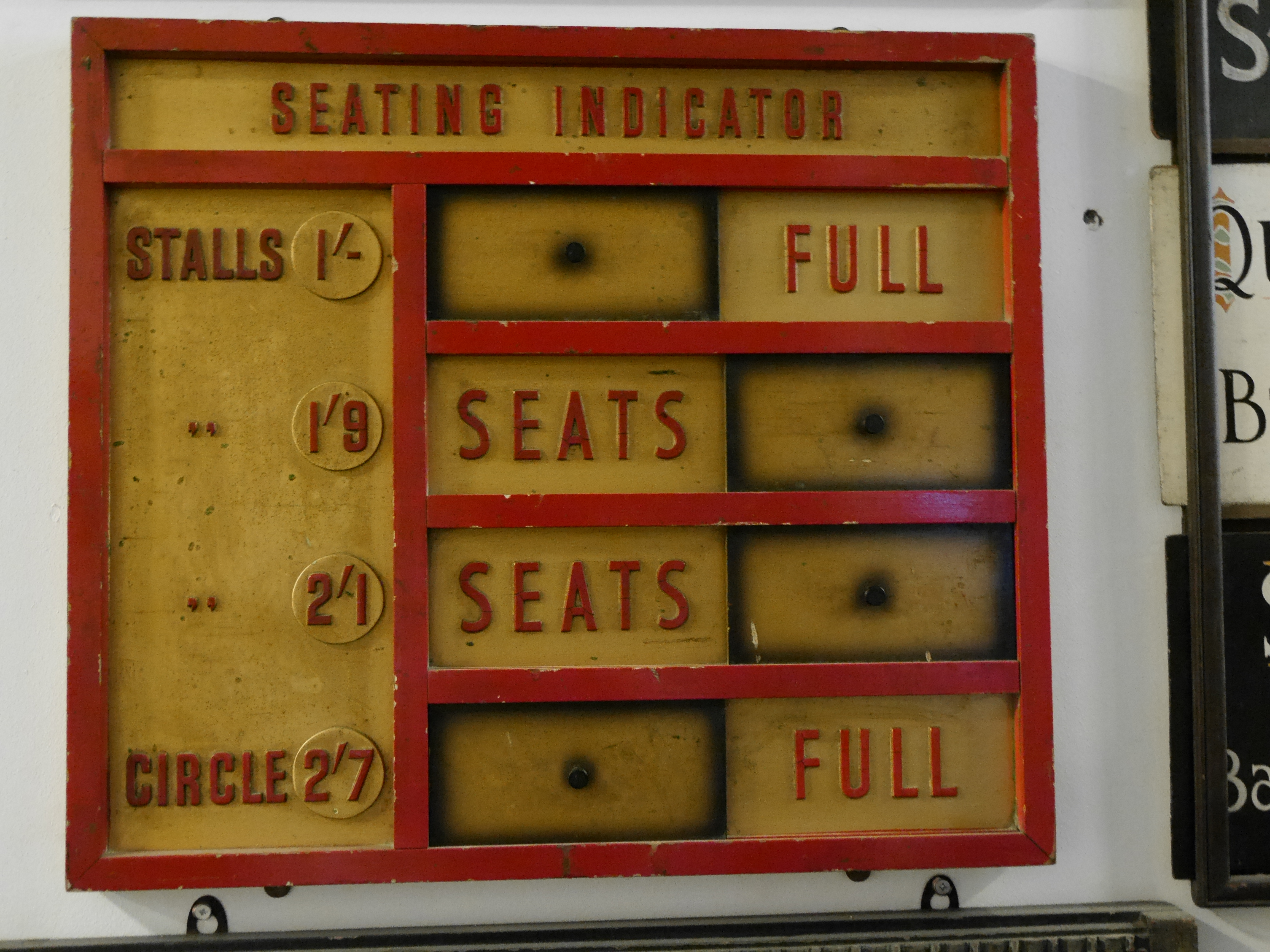
Wooden seating availability indicator木质座椅可用性指示器
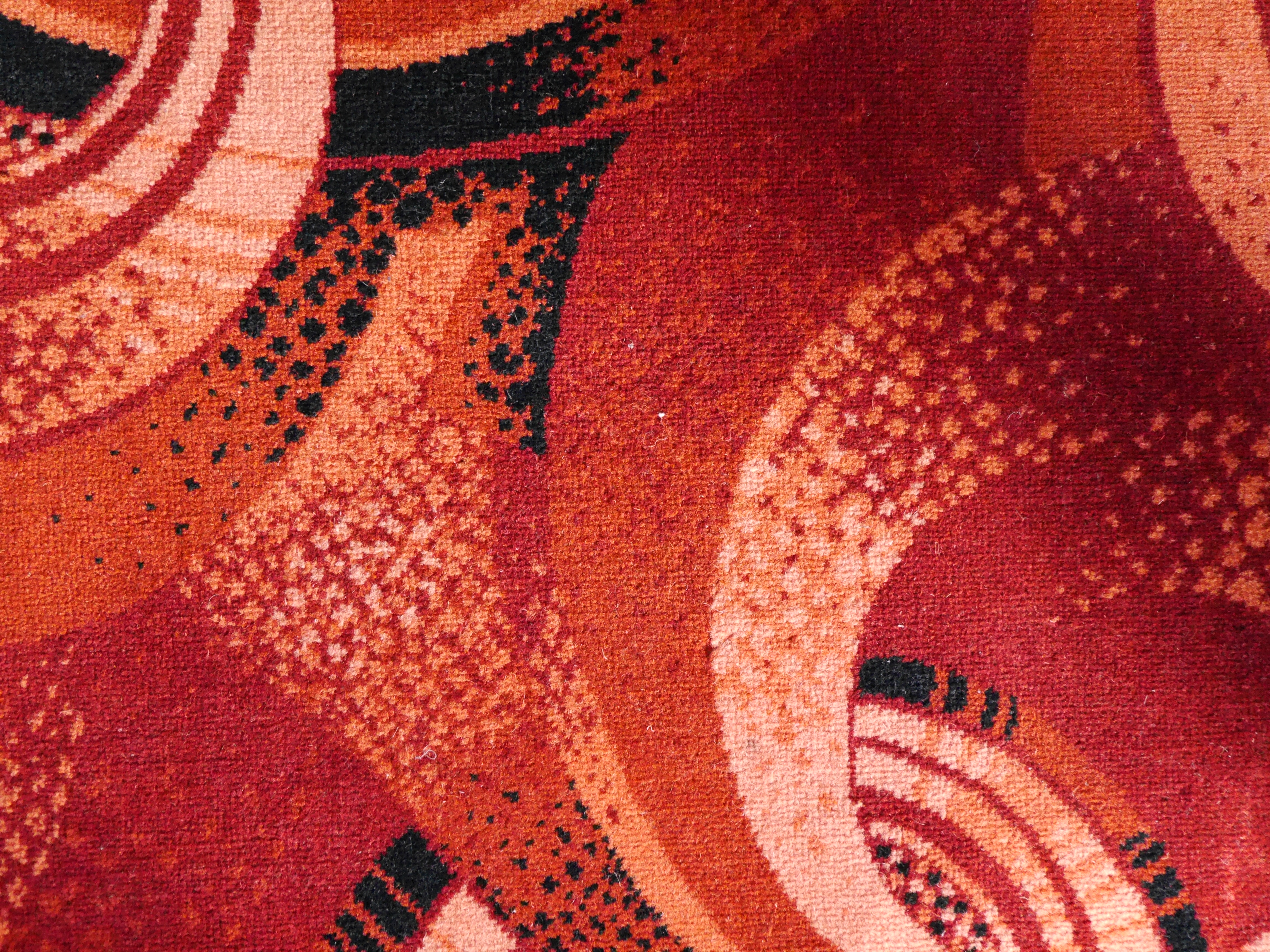
电影院地毯
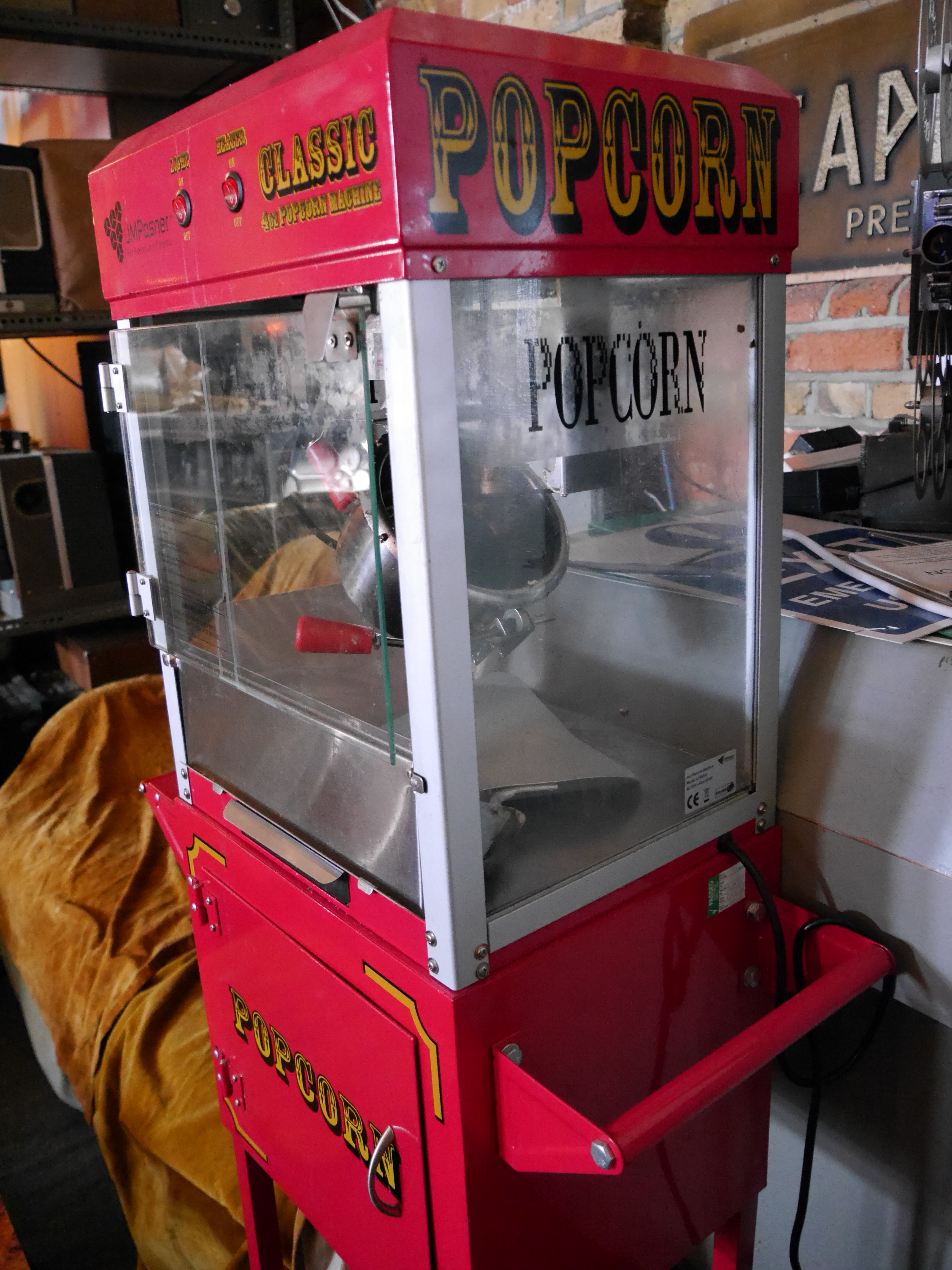
爆米花机
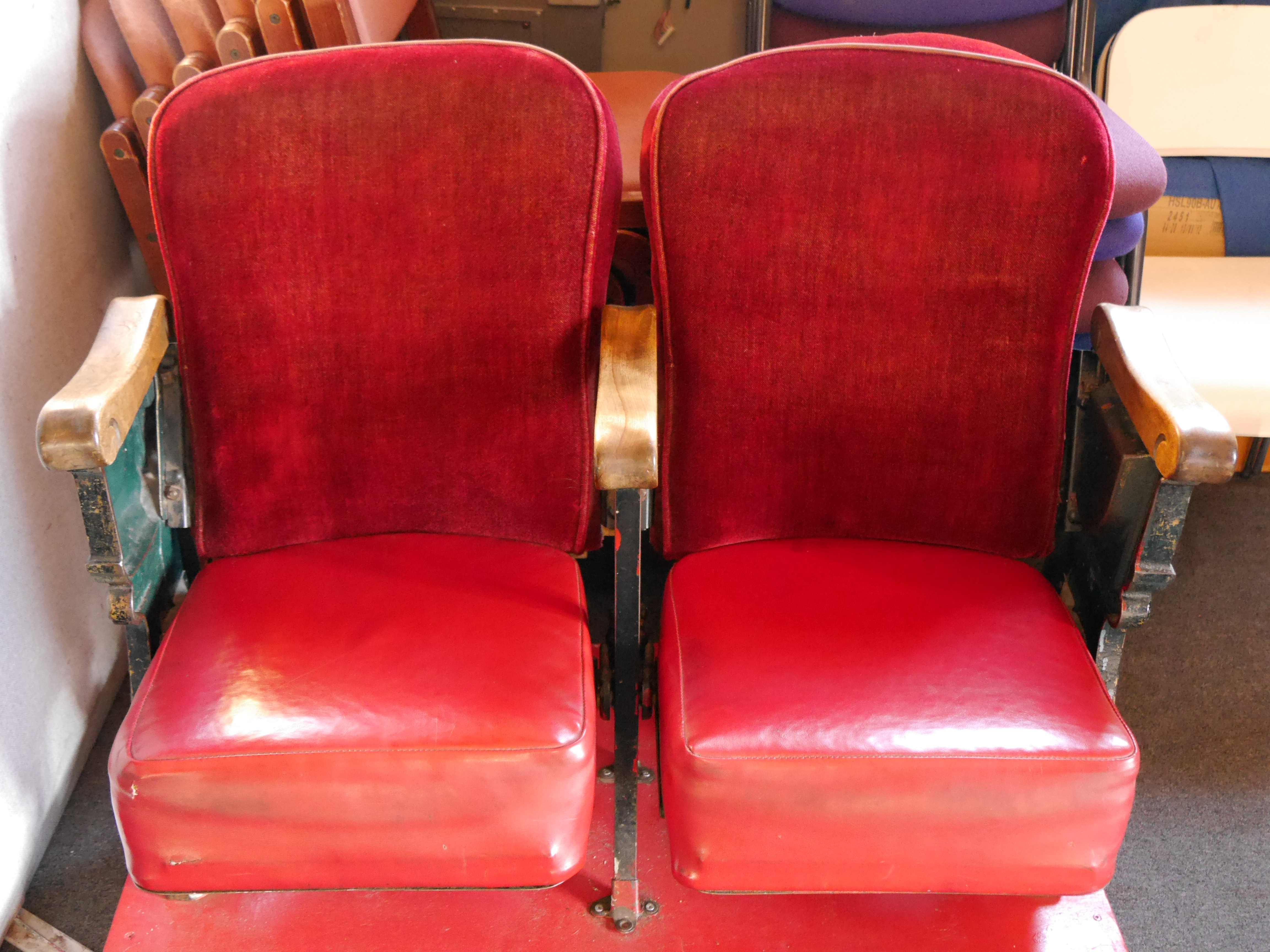
座椅
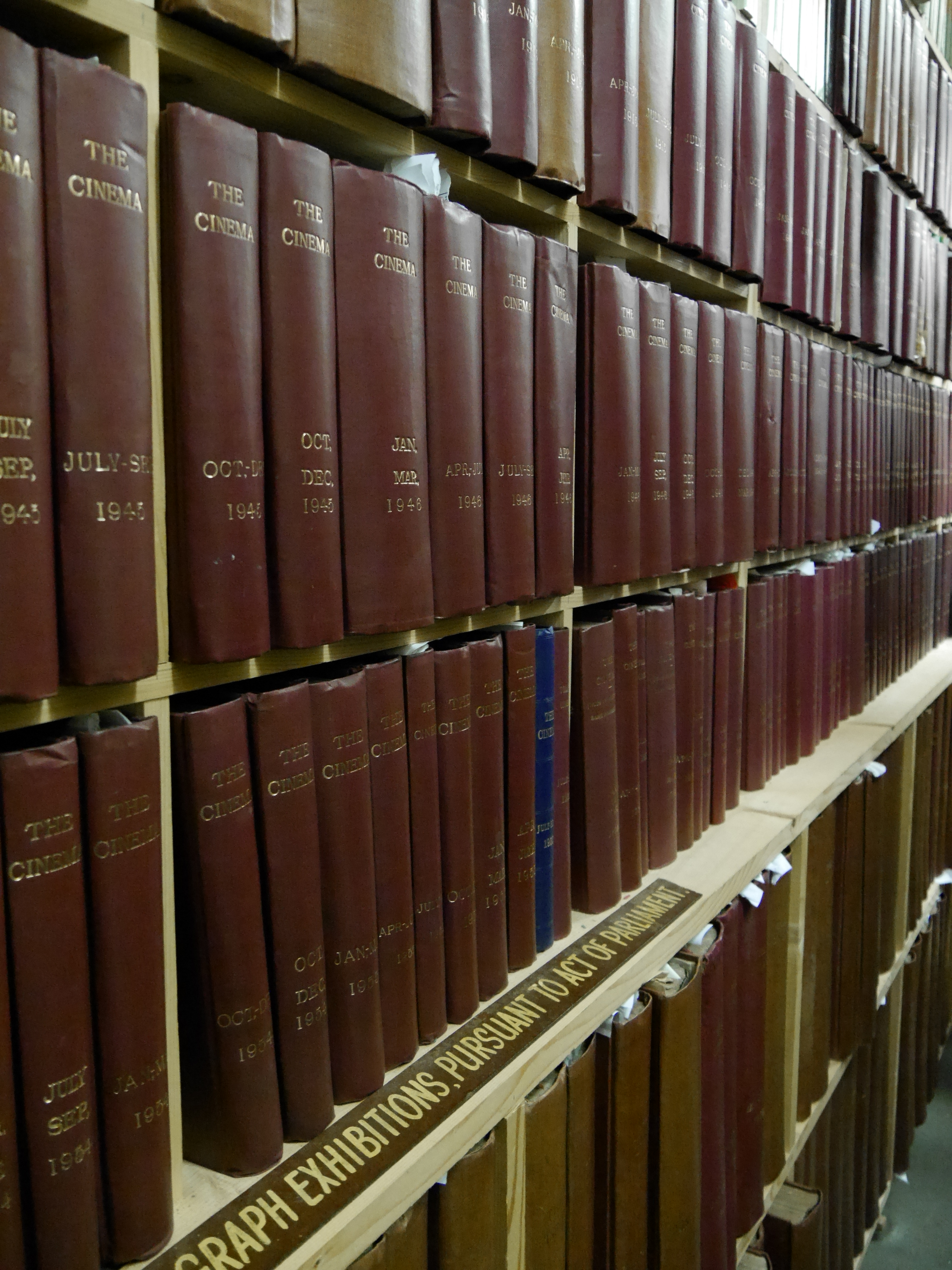
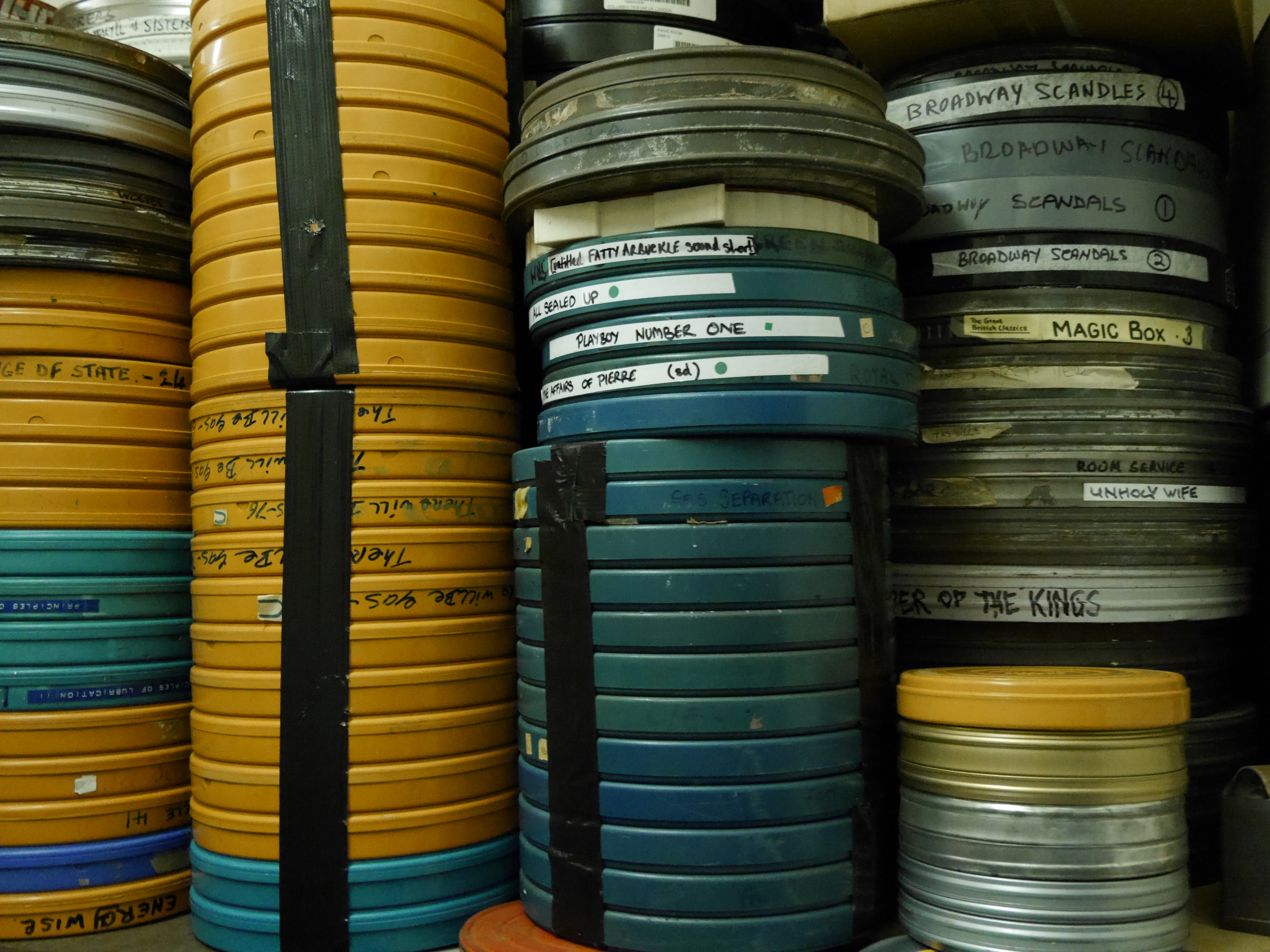
Film canisters胶片罐
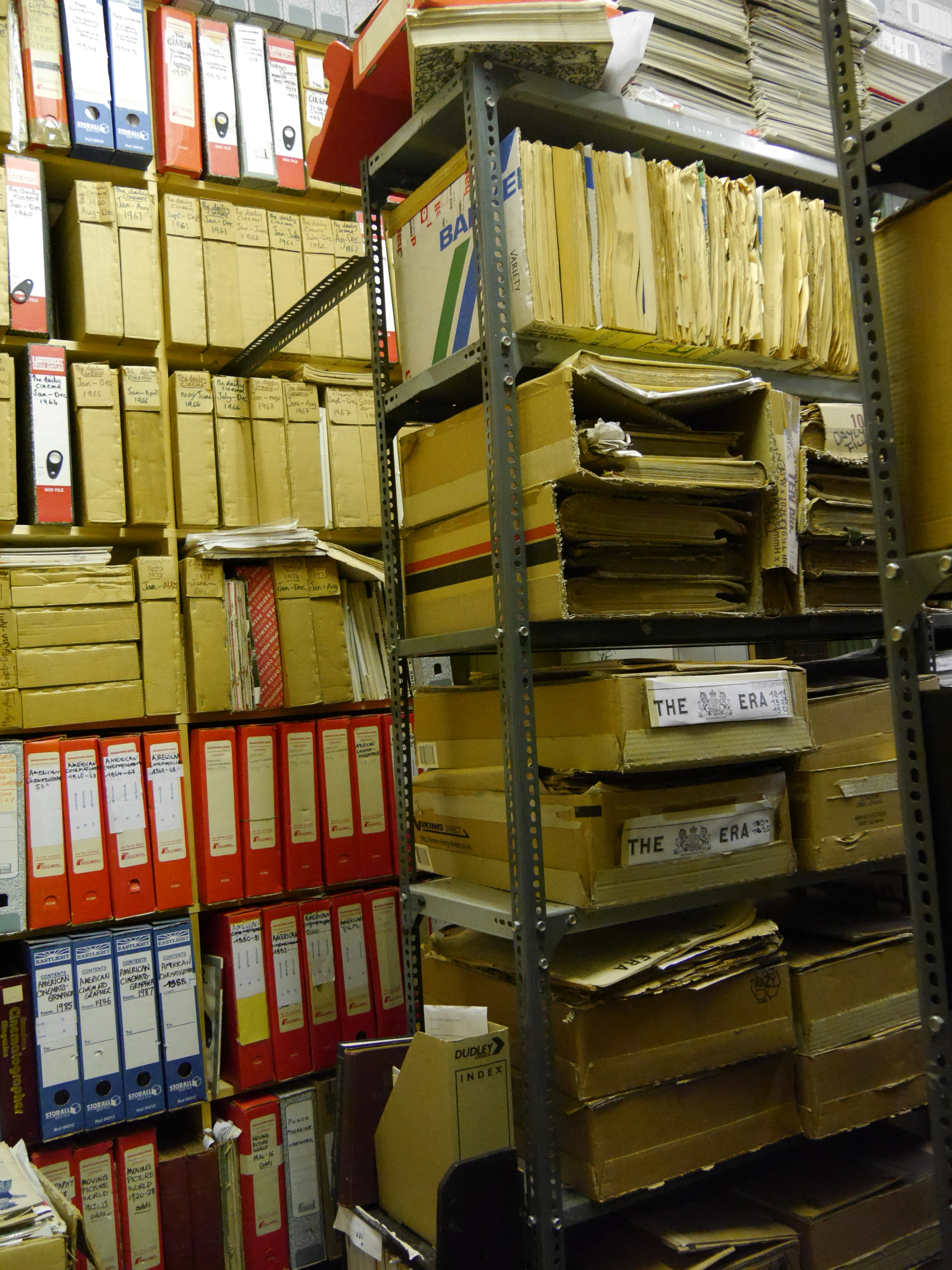
Records记录
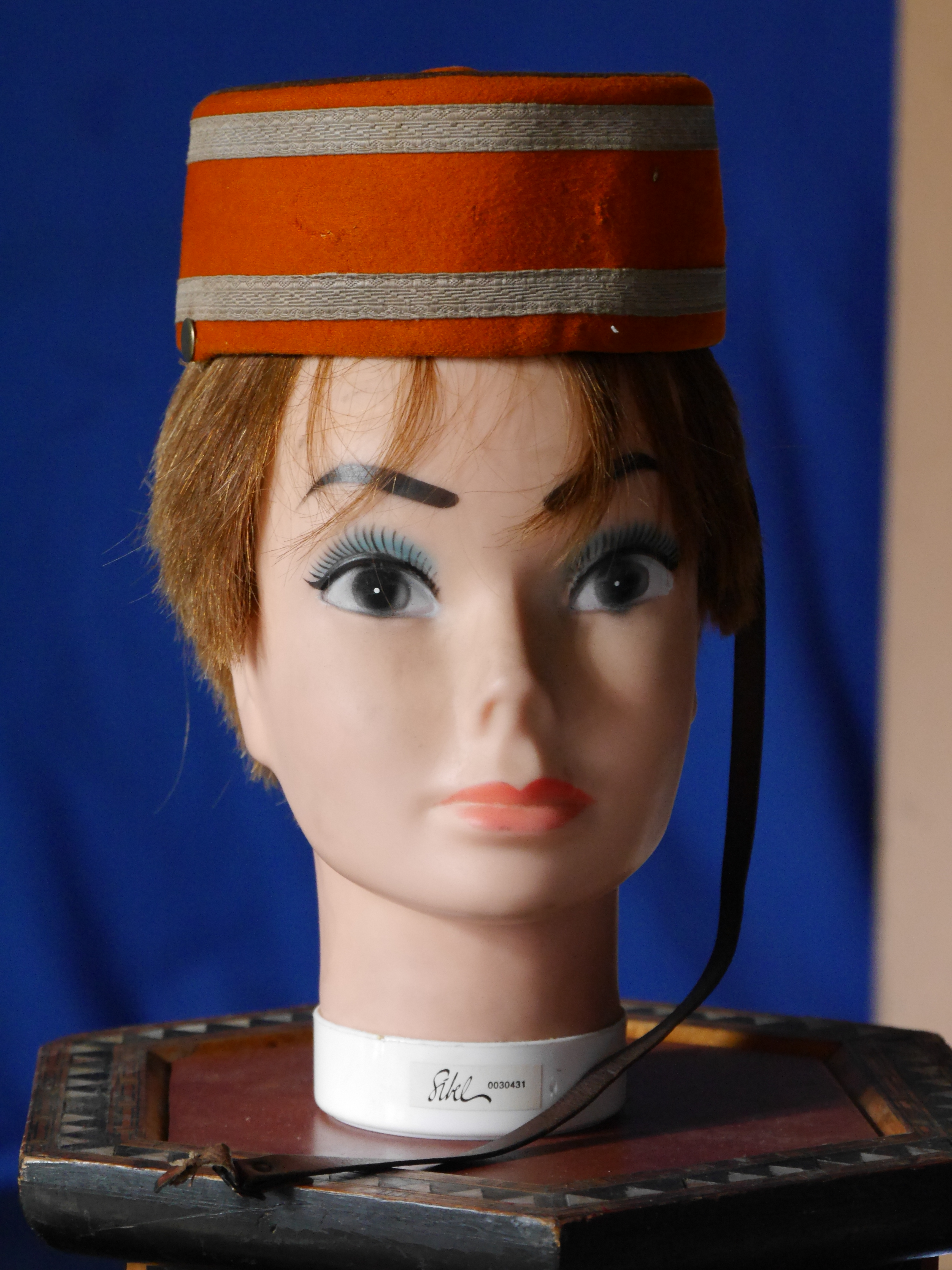
Usherette's hat乌谢雷特的帽子
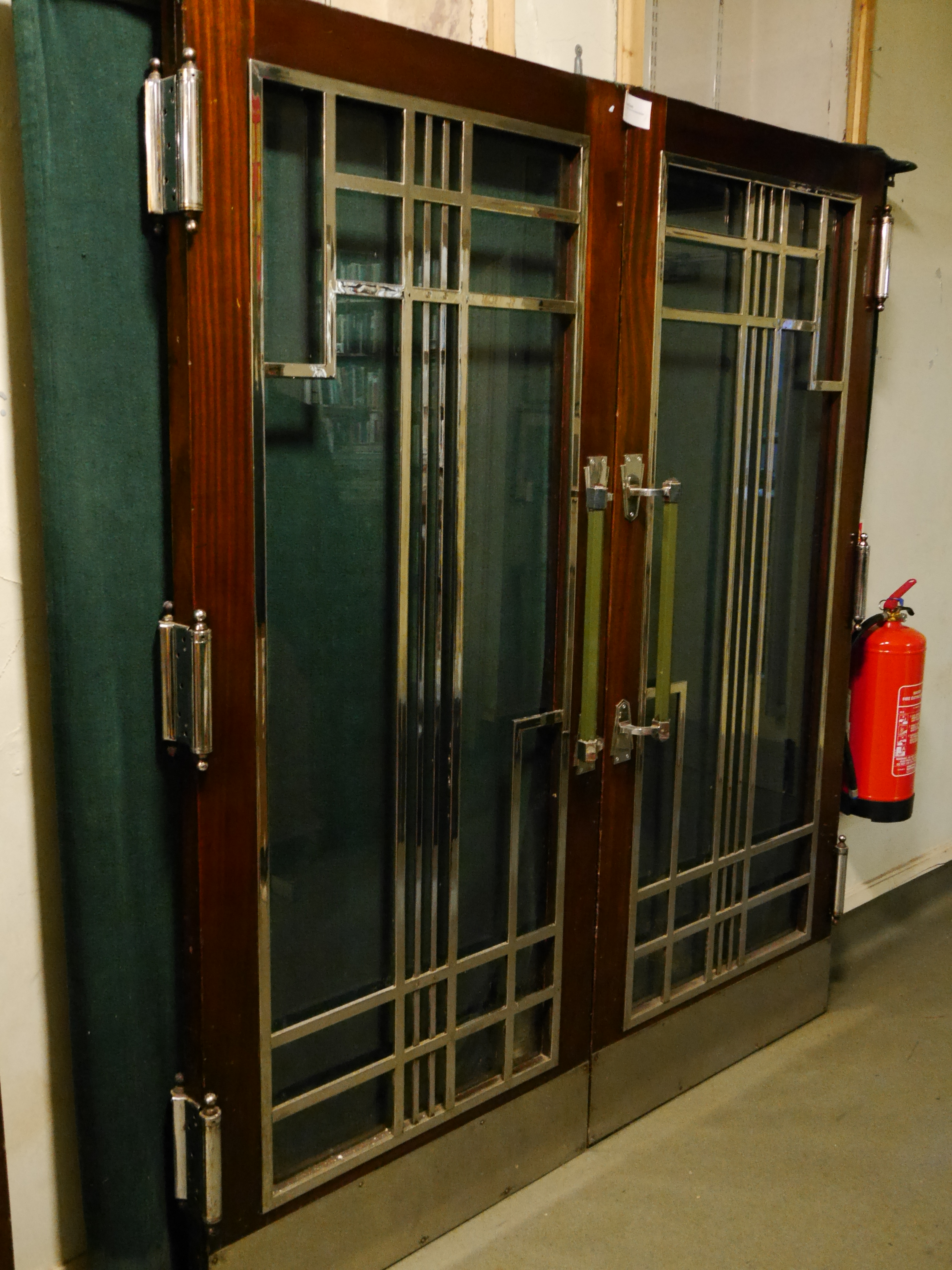
入口